# Gobius bucchichi
Espèce
Statut de conservation UICN

 LC  : Préoccupation mineure
Gobius bucchichi, le Gobie moucheté, est une espèce de poissons de la grande famille des Gobiidae.

## Description
On le surnomme gobie moucheté en raison de son corps brun pâle et gris recouvert de petites taches noires, ce qui lui assure un bon camouflage. Il a une longue tache noire traversant les yeux.
Les mâles peuvent atteindre 10 cm de longueur totale.
Le corps est cylindrique et comprimé vers le pédoncule caudal.
La peau et les muqueuses sont protégées contre les tentacules urticants des anémones de mer.
La tête est large, les yeux sont barrés de lignes noires épaisses, et sont positionnés au-dessus de la bouche .
Il a deux nageoires dorsales, la deuxième beaucoup plus longue que la première et presque aussi longue que l'anale. Les nageoires pectorales sont bien développées en rayons fins. Le nageoires pelviennes ont fusionné pour former un disque servant de ventouse.
La nageoire caudale est ronde.

## Répartition géographique
Il est originaire de l'océan Atlantique, près du détroit de Gibraltar et de la Méditerranée.

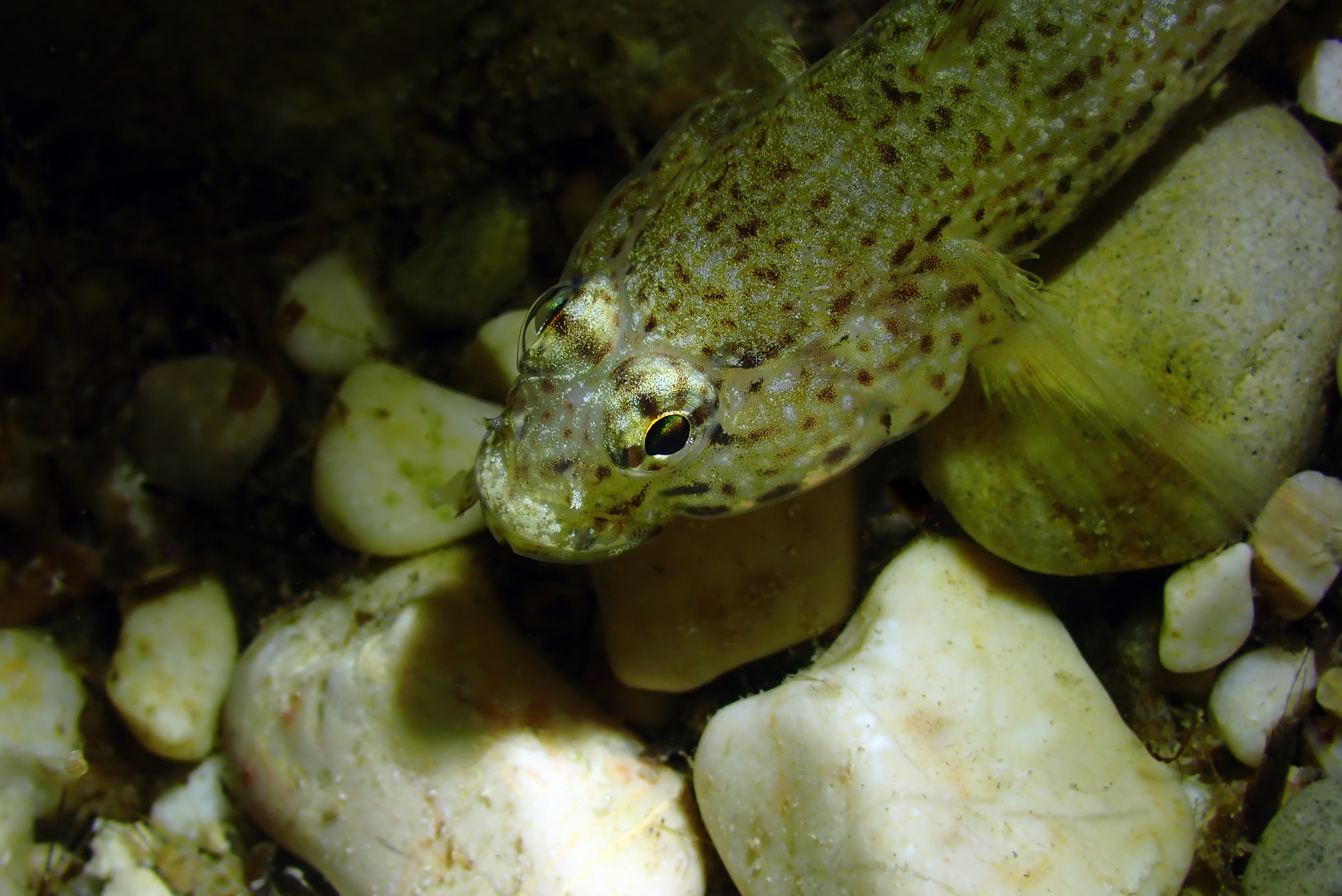
Zoom sur sa tête aux traits noirs caractéristiques et avec les yeux barrés

## Alimentation
Il se nourrit de petits invertébrés benthiques (crustacés, polychètes, mollusques) et d'algues.

## Reproduction
La maturité sexuelle se situe au cours de la première année de vie et de 3,4-3,8 cm de long. Les mâles sont territoriaux pendant la saison de reproduction pour attirer les femelles dans leur territoire.

## Habitat
Il semble avoir un mode de vie benthique. C'est le seul poisson de la Méditerranée capable de vivre dans les tentacules urticantes de l'anémone Anemonia sulcata. Il préfère les fonds sablonneux aux côtes rocheuses et vit jusqu'à 30 m de profondeur avec une température de l'eau comprise entre 15 et 24 °C.